# Eneko Romo
Eneko Romo Arangoa, conocido deportivamente como Eneko Romo, (Pamplona, Navarra, España; 19 de enero de 1979) es un exfutbolista español que jugaba como centrocampista. 
A lo largo de su trayectoria deportiva jugó más de 500 partidos oficiales, la mayoría de ellos en Segunda B, categoría en la que anotó cien goles.

## Trayectoria
Se inició en las filas del CD Pamplona en 1990, donde también jugaron hasta categoría juvenil sus hermanos Iban (1972) y Néstor (1974). Eneko llegó a la cantera del Athletic Club en 1995 para jugar en su equipo juvenil. En 1997 promocionó al CD Basconia, que acababa de incorporarse a la estructura del club como segundo filial. En dicha campaña, el club aurinegro fue campeón de Tercera División y coincidió con jugadores como Yeste, Aranzubía, David Karanka o Luis Prieto. En 1998 ascendió al Bilbao Athletic, donde pasó dos campañas teniendo poca participación. En el año 2000 se marchó al filial del Deportivo Alavés, donde completó dos temporadas en las que anotó nueve y diez goles, respectivamente. Para la temporada 2002-03 fue cedido a la SD Eibar Segunda División, donde anotó cuatro tantos. En enero de 2004, tras su regreso al filial babazorro, debutó con el primer equipo blanquiazul. A la temporada siguiente ascendió definitivamente al primer equipo, pero sin continuidad e incluso fue apartado del equipo por Dimitri Piterman. Al final, fue cedido al Rayo Vallecano para acabar la campaña 2004-05.
Su siguiente equipo fue la UE Lleida, donde no tuvo mucho éxito por lo que decidió regresar a la SD Eibar en 2006. Tras una buena temporada en el cuadro armero, fichó por el Real Unión donde realizó casi toda su carrera deportiva. El 11 de noviembre de 2008 marcó el tercer gol del equipo irundarra, en los minutos finales, en el Estadio Santiago Bernabéu. Ese tanto permitió eliminar al Real Madrid de la Copa de la Rey. Además, el equipo guipuzcoano acabó ascendiendo a Segunda División al acabar la temporada. Eneko continuó en el equipo fronterizo el resto de su carrera, a excepción de la campaña 2012-13 en la que fue jugador del Peña Sport.
Tras su retirada se convirtió en director deportivo del Real Unión en la campaña 2018-19. A partir de 2019 se incorporó a la SD Eibar, donde se encargó de la parte de la captación de futbolistas.

## Clubes
| Club                 | País   | Año       |
| -------------------- | ------ | --------- |
| CD Basconia          | España | 1997-1998 |
| Bilbao Athletic      | España | 1998-2000 |
| Deportivo Alavés "B" | España | 2000-2002 |
| SD Eibar             | España | 2002-2003 |
| Deportivo Alavés "B" | España | 2003-2004 |
| Deportivo Alavés     | España | 2004      |
| Rayo Vallecano       | España | 2005      |
| UE Lleida            | España | 2005-2006 |
| SD Eibar             | España | 2006-2007 |
| Real Unión           | España | 2007-2012 |
| Peña Sport           | España | 2012-2013 |
| Real Unión           | España | 2013-2016 |